# Coop Himmelb(l)au

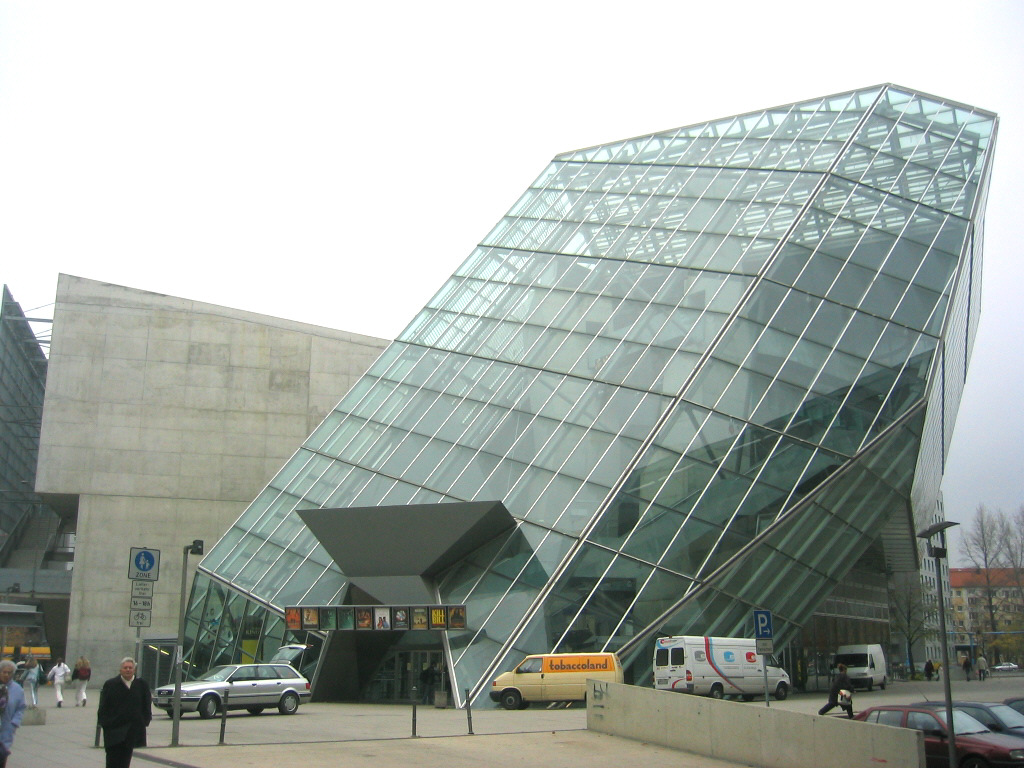
Le multiplexe Kristallpalast de l'UFA, à Dresde, en 1998.

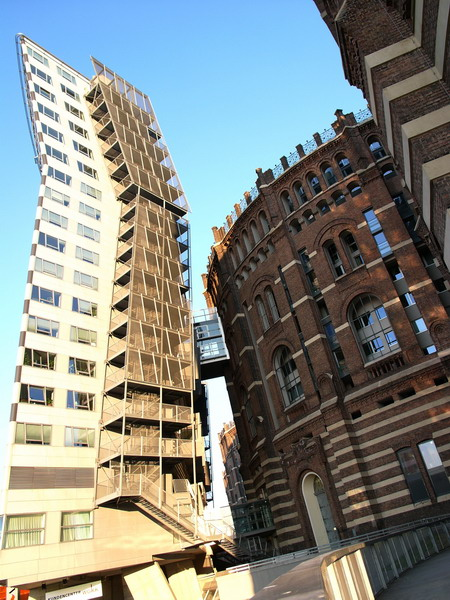
Le gazomètre de Vienne, 2001

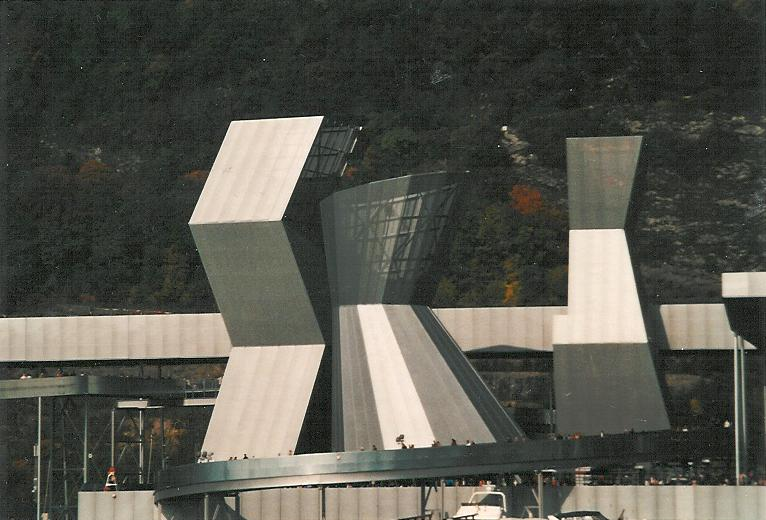
Les tours de l'Expo '02 à Bienne

Coop Himmelb(l)au est une agence d'architecture autrichienne située à Vienne.
Fondée en 1968 par Wolf Prix, Helmut Swiczinsky et Michael Holzer (qui quitte le groupe en 1971), l'agence atteint la renommée en même temps que Peter Eisenman, Zaha Hadid, Frank Gehry et Daniel Libeskind en 1988 lors de l'exposition Deconstructivist Architecture.
Himmelblau signifie bleu-ciel. Le mot Coop est l'abréviation de coopérative. Le jeu de mots sans le '(l)' donne Himmelbau, approximativement « construction spatiale », en allemand. 
D'abord dans la mouvance de l'activisme et de l'expérimentation, le bureau se tourne vers le déconstructivisme.
Les projets de l'agence sont très marqués par la théorie, une certaine poétique de la technologie et un usage complexe des programmes de conception assistée par ordinateur. 

## Projets

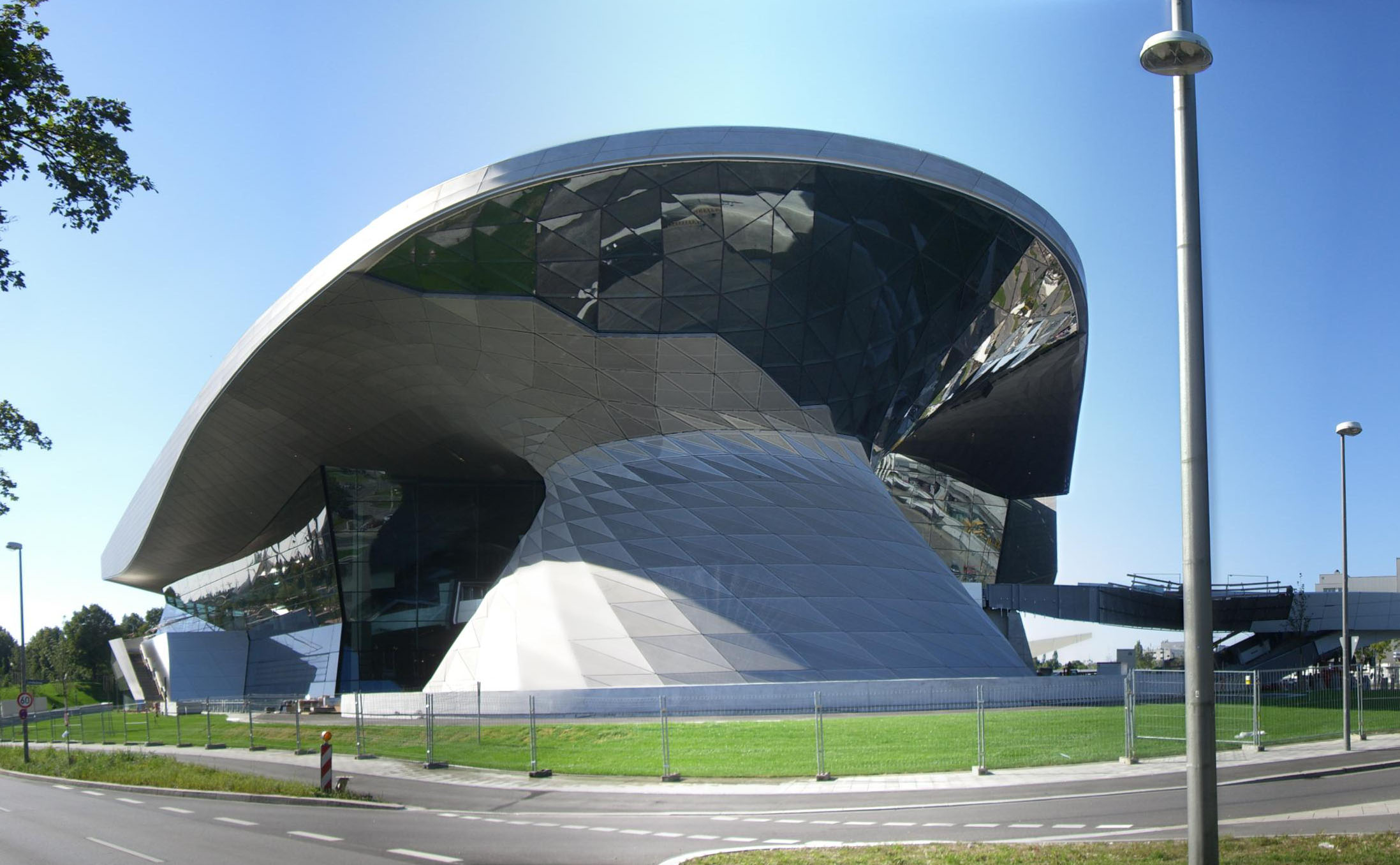
BMW Welt, Munich, 2007

- Banque centrale européenne, Francfort, Allemagne (2014) (la Skytower)
- Hôtel - 55th Street & 8th Avenue, New York (projet)
- The Akron Art Museum, Akron, Ohio, (2007)
- Musée des Confluences, Lyon, France (2014)
- Los Angeles Area High School #9, California, USA (2002–2007)
- BMW World (BMW Welt) Munich, Allemagne (2001–2007)
- Great Egyptian Museum, Le Caire, Égypte (2002–2003)
- Arteplage de Biel/Bienne pour l'Expo suisse '02
- Le Media Pavilion de la 6e Biennale d'architecture de Venise (1995)
- UFA-Cinema Center à Dresde (1993–1998)
- Pavillon Coop Himmelb(l)au du musée de Groningue, Groningen, Pays-Bas (1993–1994)
- Académie des Beaux-Arts Munich (1992/2002-2005)
- Un des quatre gazomètres de Vienne, Autriche (1999-2001)
- Dalian International Conference Center, Dalian, Chine (2008-2012)